# Jacob Just Gudenrath
Jacob Just Gudenrath (26. juni 1758 – 4. oktober 1825) var en dansk jurist, bladudgiver og forfatter.

## Biografi
Jacob Just Gudenrath fødtes i København. Hans forældre var præst i Børnehuset Schack Gudenrath (død 1758) og Frederikke (født Høvinghoff).
Gudenrath blev Student 1776, studerede først teologi, men forlod dette studium for retsvidenskabens skyld og blev juridisk kandidat 1784. Kort efter blev han ansat som sekretær ved det Kirurgiske Akademi og som lærer i humaniora ved samme.
I 1788 konkurrerede han med Christian Magdalus Thestrup Cold og Johan Frederik Vilhelm Schlegel om et juridisk professorat, men opnåede ikke dette embede. 1790 fratrådte han sit embede ved det Kirurgiske Akademi og beskæftigede sig derefter med litterære arbejder og med manuduktion til juridisk eksamen. Han stiftede blandt andet venskab med samfundsrevseren Niels Ditlev Riegels og tog mange af dennes idéer til sig.
I 1811 blev han indtil videre antagen til mod et honorar at holde private eksaminatorier og disputerøvelser i latin med jurister, og hermed vedblev han til sin død, 4. oktober 1825.
I 1798 ægtede han Frederikke Wilhelmine Meyner (født 1765 død 1836), datter af fabrikør J. T. Meyner.

## Skriftlige arbejder
Gudenrath deltog med iver i debatten om de spørgsmål, som bevægede tiden. Af samtidige roses han som en frimodig kæmper for sandhed og ret, og hans mange afhandlinger i forskellige
tidsskrifter vidner om, at denne dom ikke er urigtig. I forbindelse med retssagen mod P.A. Heiberg i 1790 for visen Vor Klub er dog en herlig Sag, udgav Gudenrath skriftet Betragtninger og Anmærkninger som veylede til de tvende Rescripters rette Forstand, hvoraf det ene er af 7de Octob. 1771, det andet af 20 Octob. 1773; foranledigede ved de Bevægelser som Herr Translateur Heybergs Sang med andre Litteraire Abeider skal kunne have foraarsaget, hvor han gennemgik de dagældende reskripter omkring trykkefriheden.
Men især efter at han var blevet besejret i konkurrencen af Cold, og navnlig efter at også Schlegel senere var blevet foretrukket for ham ved besættelsen af et juridisk professorat, udviklede han en vis bitterhed over for de bestående tilstande, der, tillige med hans glødende tyskerhad, gjorde hans kritik højst ensidig og nogle gange også uklar.
Også i hans betydeligste juridiske arbejder -- afhandlingerne i Statistisk, juridisk og litterarisk Bibliothek og i dette tidsskrifts af ham selv udgivne fortsættelse, Juridisk Bibliothek (1798-1825), om straffelovgivningen -- kan man finde eksempler på at hans mange i grunden træffende bemærkninger svækkes af hans overdrivelser og ensidigheder.